# Zelimkhan Bakaiev
Zelimkhan Khussaínovitx Bakàiev (rus: Зелимхан Хусаинович Бакаев, Grozni, 23 d'abril de 1992) fou un cantant txetxè. Va desaparèixer el 8 d'agost de 2017 i va ser suposadament torturat per les autoritats txetxenes com a part de la purga antihomosexual a Txetxènia. Segons alguns mitjans de comunicació, va morir com a resultat de les tortures.

## Biografia
Zelimkhan Bakàiev va néixer el 1992 a Grozni, la capital de Txetxènia. Apassionat de la música, va debutar a una primerenca edat a Txetxènia, però també va obtenir popularitat a Ingúixia, Daguestan i Moscou. El 2013, va participar en els premis anuals ASSA per a artistes debutants. La seva gran oportunitat va arribar amb senzills com «Mitxakh kho lela bezam», «Mne ne khvataiet tebia», «Dokhna Dog» i «Nana». El 2017, va participar en un càsting del programa musical Novaia Fabrika zviozd de la televisió russa Muz-TV.

## Desaparició
El 6 d'agost, Bakàiev va viatjar a Grozni per assistir a les noces de la seva germana. Pretenia tornar a Moscou en pocs dies per participar en un concurs musical rus el 10 d'agost. El 8 d'agost, va ser suposadament arrestat per les forces de seguretat de la Unitat Especial de Resposta Ràpida, segons van informar dos testimonis a la cadena independent Dojd. El telèfon mòbil de Bakàiev va ser desactivat el mateix dia.
Es va especular que la seva detenció fos motivada per sospites que fos homosexual. Les autoritats txetxenes havien declarat una campanya anti-LGBT, i van circular moltes notícies de persecució d'homosexuals al territori. A Bakàiev se li havia prohibit qualsevol aparició en públic a Txetxènia. La seva mare i la seva tia van rebre un missatge de WhatsApp que deia que Bakàiev havia «marxat» de Txetxènia.
El 18 d'agost, la mare va denunciar la desaparició. El dia 22 del mateix mes, va sol·licitar ajuda al Consell de Drets Humans i al ministeri de l'Interior per a trobar el seu fill. El ministre txetxè d'Afers Exteriors i Informació va negar qualsevol implicació de les autoritats txetxenes. Segons la policia txetxena, Bakaiev havia comprat un bitllet per a un viatge amb tren que sortia l'11 d'agost de Nàltxik a Moscou. El 15 de setembre, l'organització nord-americana de drets humans Human Rights First va instar al Departament d'Estat dels EUA a intervenir amb les autoritats russes sobre Zelimkhan Bakàiev. El 16 de setembre, la mare del cantant va interpel·lar públicament al president txetxè Ramzan Kadírov
preguntant sobre el seu fill, però el 18 de setembre el ministeri de l'Interior txetxè va rebutjar obrir una investigació criminal sobre la desaparició.
El 24 de setembre, va aparèixer un vídeo suposadament produït a Alemanya en el qual un home que al·legava ser Bakàiev deia trobar-se en aquest país. No obstant això, va haver-hi moltes discrepàncies sobre aquest material, com la naturalesa forçada del vídeo i la presència de mobiliari rus i begudes alcohòliques de marques que no es comercialitzen a Alemanya. Un alt funcionari de la missió diplomàtica de la Unió Europea a Rússia va confirmar que Bakàiev no havia creuat la frontera de cap dels països de l'espai Schengen l'agost de 2017 ni en dates posteriors.
L'octubre de 2017, la premsa internacional, i sobretot els mitjans de la comunitat LGBT van al·legar que el cantant havia mort com a resultat de les tortures infligides per la policia txetxena com a part de la purga antigai del govern txetxè.